# 倫納德伍德堡
倫納德伍德堡（英語：Fort Leonard Wood）是美國陸軍在密蘇里州的訓練設施，建立於1940年，以曾任美國陸軍參謀長的倫納德·伍德少將命名。